# The Art Farmer Quintet Plays the Great Jazz Hits
The Art Farmer Quintet Plays the Great Jazz Hits è un album di Art Farmer, pubblicato dalla Columbia Records nel 1967. I brani furono registrati a New York (Stati Uniti) nelle date indicate nella lista tracce.

## Tracce
Lato A
1. Song for My Father – 4:36 (Horace Silver) – Registrato il 16 maggio 1967
2. 'Round Midnight – 5:30 (Bernie Hanighen, Cootie Williams, Thelonious Monk) – Registrato il 16 maggio 1967
3. Sidewinder – 3:58 (Lee Morgan) – Registrato il 16 maggio 1967
4. Moanin' – 4:49 (Bobby Timmons) – Registrato il 23 maggio 1967
5. Watermelon Man – 3:55 (Herbie Hancock) – Registrato il 16 maggio 1967

Lato B
1. Mercy, Mercy, Mercy – 3:13 (Joe Zawinul) – Registrato il 23 maggio 1967
2. I Remember Clifford – 5:41 (Benny Golson) – Registrato il 25 maggio 1967
3. Take Five – 3:37 (Paul Desmond) – Registrato il 7 giugno 1967
4. Gemini – 5:28 (Jimmy Heath) – Registrato il 25 maggio 1967
5. The in Crowd – 4:11 (Billy Page) – Registrato il 7 giugno 1967

## Musicisti
- Art Farmer - tromba, flicorno
- Jimmy Heath - sassofono tenore
- Cedar Walton - pianoforte
- Walter Booker - contrabbasso
- Mickey Roker - batteria